# Krummwälden

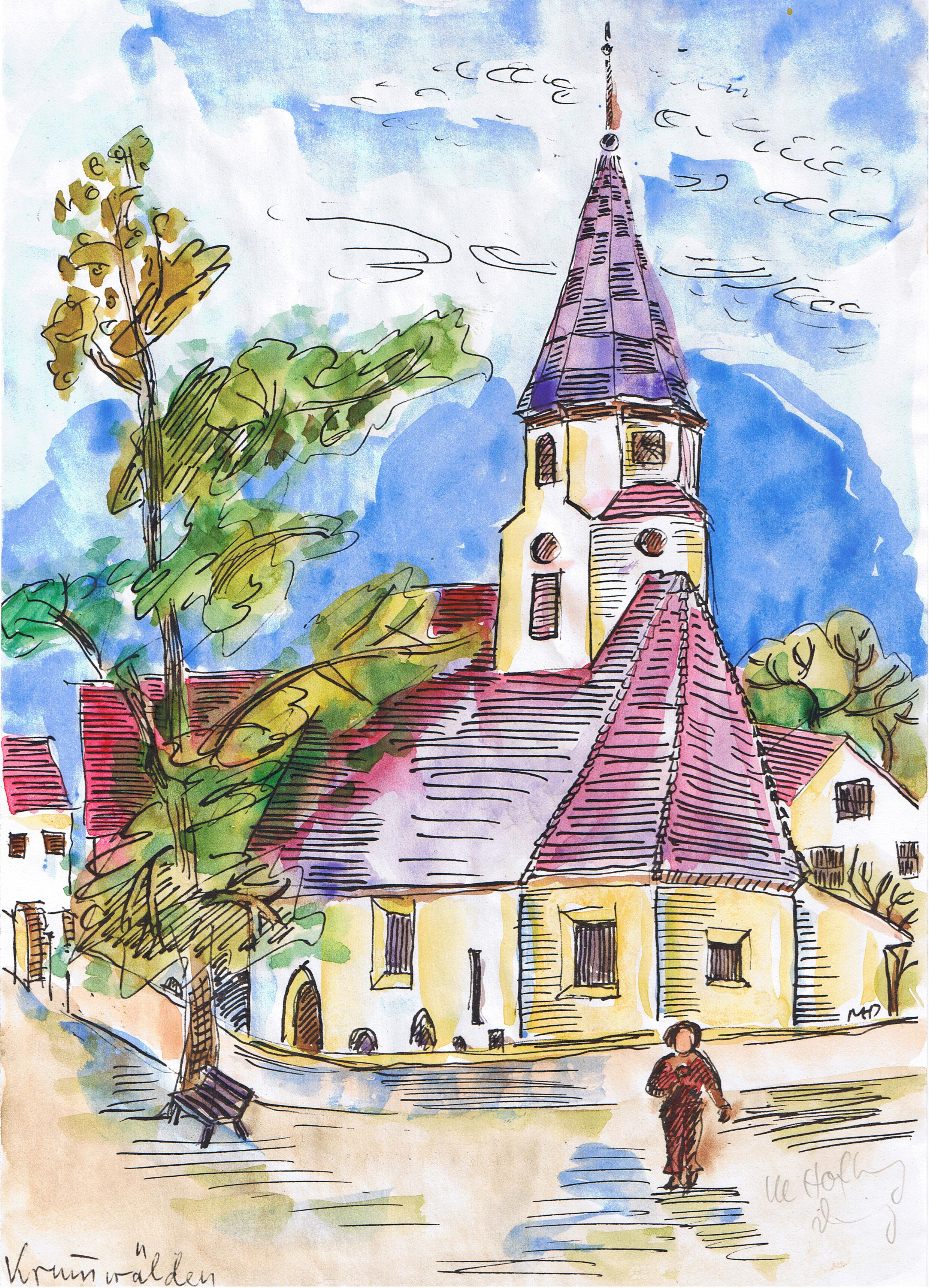
Krummwälden, Blick auf Kirche, Zeichnung von Margret Hofheinz-Döring, 1980

Krummwälden ist ein Ortsteil von Eislingen/Fils. Der heutige Stadtteil Krummwälden wurde erstmals 1275 urkundlich genannt und war im Laufe der Geschichte oft mit der Entwicklung von Eislingen verbunden. 1575 wurden ein Drittel von Krummwälden, das Patronatsrecht und drei Lehengüter, alles in Besitz der Herren von Bubenhofen, mit der Herrschaft Ramsberg zusammengelegt. Die anderen Eigentümer von Rechten im Ort, Württemberg und die Herren von Rechberg schlossen nach gerichtlichen Auseinandersetzungen vor dem Reichskammergericht im Jahr 1592 einen Vertrag mit den Herren von Bubenhofen über die Rechteausübung im Ort.
Ursprünglich wurde der Weiler als Welden bezeichnet, was durch die Lage an der Krumm (Fluss) in neuerer Zeit zu Krummwälden wurde.
Auf der 1.642 Hektar großen Markung liegen noch die Hofsiedlungen Etzberg, Stumpenhof, Näherhof sowie der Weiler Eschenbäche.